# Conus aito
Espèce
Conus aito est une espèce de mollusques gastéropodes marins de la famille des Conidae.
Comme toutes les espèces du genre Conus, ces escargots sont prédateurs et venimeux. Ils sont capables de « piquer » les humains et doivent donc être manipulés avec précaution, voire pas du tout.

## Description
La longueur de la coquille atteint 57,5 mm.

## Distribution
Cette espèce marine d'escargot conique est présente au large de la Polynésie française.

## Taxonomie

### Publication originale
L'espèce Conus aito a été décrite pour la première fois en 2014 par les malacologistes français Michael Rabiller et Georges Richard dans la publication intitulée « Xenophora Taxonomy »,.

## Identifiants taxonomiques
Chaque taxon catalogué par les bases de données biologiques et taxonomiques possède un identifiant qui permet d'établir un point de référence. Les identifiants de Conus aito dans les principales bases sont les suivants :
CoL : 5ZXN8 - GBIF : 7539581 - NCBI : 784341